# Albert Sherbourne Le Souef
Albert Sherbourne Le Souef (30 gennaio 1877 – 31 marzo 1951) è stato uno zoologo australiano.

## Biografia
Figlio di Albert Alexander Cochrane Le Souef (1828 - 1902) e fratello di Ernest Albert Le Souef e Dudley Le Souef, tra il 1916 e il 1939 è stato il primo direttore dello Zoo di Taronga.
Insieme a Henry Burrell scrisse The Wild Animals of Australasia (1926).